# Bisten (Naturschutzgebiet)
Das Naturschutzgebiet Bisten liegt auf dem Gebiet der Gemeinde Hinterzarten  im Landkreis Breisgau-Hochschwarzwald in Baden-Württemberg.

## Kenndaten
Das Schutzgebiet entstand am 28. August 1975 durch Verordnung des Regierungspräsidiums Freiburg mit der Schutzgebietsnummer 3089. Diese Verordnung wurde im Gesetzblatt für Baden-Württemberg am 30. September 1975 veröffentlicht und trat danach in Kraft. Der CDDA-Code lautet 81410  und entspricht der WDPA-ID.

## Lage und Beschreibung
Das Gebiet liegt rund zwei Kilometer westlich von Hinterzarten. Es umfasst die aus drei Teilkaren bestehende Bistenmulde. Die Karsteilwände werden von verschiedenen Waldgesellschaften eingenommen.
Anfang der 1970er Jahre gab es Überlegungen, in dem Gebiet eine Mülldeponie einzurichten. Dieses Vorhaben wurde durch die Ausweisung als Naturschutzgebiet 1975 verhindert. Aufgrund jahrelanger extensiver Beweidung mit Rindern sind hier sehr artenreiche Berg-Mähwiesen und Borstgrasflächen erhalten. Die Bergmähwiesen werden im Spätsommer gemäht und es erfolgen regelmäßig Maßnahmen zur Gehölzpflege und -rücknahme durch die höhere Naturschutzbehörde und die untere Forstbehörde. Für den FFH-Lebensraumtyp Subalpine Buchenwälder wird im Naturschutzgebiet Bisten erwogen, in Zukunft auf jede Art forstlicher Nutzung zu verzichten, um hier die Entwicklung ökologisch hochwertiger Waldrefugien zu erreichen.
Im Jahr 1988 wurde eine umfangreiche vegetationskundliche Untersuchung in Verbindung mit hydrochemischen Analysen ausgewählter Pflanzengesellschaften durchgeführt. Auf der Grundlage dieser Untersuchungen wurde ein detaillierter Pflegeplan für das Gebiet entwickelt.
1997 wurden Rückstände der spätmittelalterlich-frühneuzeitlichen Holzkohleherstellung von Meilerplätzen in dem Gebiet gefunden und untersucht.
Das Schutzgebiet wird vollständig vom Landschaftsschutzgebiet 3.15.026 Breitnau-Hinterzarten umschlossen. Es gehört zum FFH-Gebiet Nr. 8114-341 Hochschwarzwald um Hinterzarten und zum Naturpark Südschwarzwald und liegt im Naturraum 155-Hochschwarzwald innerhalb der naturräumlichen Haupteinheit 15-Schwarzwald.

## Schutzzweck
Wesentlicher Schutzzweck ist die Erhaltung der Bistenmulde als Gebiet
- von landschaftsgeschichtlicher Bedeutung und hohem ästhetischem Reiz einer alten Kulturlandschaft des Südschwarzwaldes,
- mit verschiedenen Grünland- und Niedermoorgesellschaften mit Vorkommen zahlreicher seltener und gefährdeter Pflanzen- und Tierarten,
- mit Vorkommen verschiedener geomorphologischer Besonderheiten und damit besonderer Bedeutung für die Wissenschaft.

## Flora und Fauna
Im Naturschutzgebiet entstand auf den Ablagerung von Grundmoränenmaterial, Schutt- und Moränenwällen eine klein förmige Landschaft die durch unterschiedliche Nutzung, Besiedlung und klimatische Bedingungen verschiedene Ökosysteme wie extensiv genutzte Wiesen, Flachmoore, Feldgehölze, Brachland und Hochstaudenfluren ermöglichten. Für das Bundesland Baden-Württemberg und die Bundesrepublik Deutschland kommen schützenswerte Pflanzen- und Tierarten die unter besonderem nationalem und internationalem Schutz stehen und in den jeweiligen Kategorien der Roten Listen für Baden-Württemberg eingestuft wurden vor.

### Flora
In den Höhenlagen kommt der für Flachmoore charakteristische Alpenhelm (Bartsia alpina) im Naturschutzgebiet vor. In den tiefer gelegenen Senken entwickelten sich unter menschlichem Einfluss in den Flachmoorgesellschaften die Braun-Segge (Carex nigra), die Igel-Segge (Carex echinata), die Grau-Segge (Carex canescens), das
Schmalblättrige Wollgras (Eriophorum angustifolium) und das Sumpf-Veilchen (Viola palustris). Auf den kalkfreien und kalkarmen Standorten mit torfigem Untergrund wurden die Grünliche Gelb-Segge (Carex demissa), die Floh-Segge (Carex pulicaris), das Herzblatt (Parnassia palustris), das Gemeine Fettkraut (Pinguicula vulgaris) und das Breitblättrige Knabenkraut (Dactylorhiza majalis) nachgewiesen. Auf zwei kleinen Flächen am Waldrand und der Mitte der Talsenke die ganzjährig nass sind und von Bächen durchflossen werden kommen Davalls Segge (Carex davalliana), die Saum-Segge (Carex hostiana), das Breitblättrige Wollgras (Eriophorum latifolium), die Niedrige Schwarzwurzel (Scorzonera humilis), der Moor-Klee (Trifolium spadiceum), das Haarfarnähnliches Spaltzahnmoos (Fissidens adianthoides) und das Rollblättrige Skorpionsmoos (Scorpidium revolvens) vor. Für andere Standorte die unterschiedlich stark durch den Menschen bewirtschaftet wurden, sind kleinere Flächen dicht mit der Schnabel-Segge (Carex rostrata) bewachsen. Durch die Aufgabe der traditionell bis zu zweischürig durchgeführten Mahd und heutigen Nutzung als Weideland reduzieren sich die Goldhaferwiesen, welche die seltenen Arten Kugelorchis (Traunsteinera globosa) und Stern-Narzisse (Narcissus radiiflorus) beinhalten. Die vorhandenen Borstgrasrasen mit dem dominanten Borstgras (Nardus stricta) verschwinden durch zusätzliche Düngung oder zu starke Beweidung und werden von anderen Grasarten und den aufkommenden Arten Bärwurz (Meum athamanticum) sowie des Echten Johanniskrautes (Hypericum perforatum) verdrängt. Weiter Arten die auf Berg-Mähwiesen vorkommen wie der Bergwiesen-Frauenmantel (Alchemilla monticola) sind immer häufiger vorzufinden.
Die steil abfallenden Karwände sind in östlicher und westlicher Lage mit Altbeständen von Tannen und Buchen bestockt die am Boden mit der Wald-Hainsimse (Luzula sylvatica), der Weißlichen Hainsimse (Luzula luzuloides) und der Draht-Schmiele (Deschampsia flexuosa) bewachsen sind. Im Westen ist oberhalb der Unteren Büstenwaldstraße ein Hainsimsen-Buchenwald (Luzulo-Fagenion) mit der im montanen bis hochmontanen Bereich selten dominierenden Rotbuche (Fagus sylvatica), sowie Weißtannen (Abies alba) und Fichten (Picea abies) erhalten geblieben. Weitere vorkommende Arten sind Hänge-Birke (Betula pendula), Bergahorn (Acer pseudoplatanus), Hainbuche (Carpinus betulus), Trauben-Eiche (Quercus petraea), Mehlbeere (Sorbus aria), Vogelbeere (Sorbus aucuparia), Heidekraut (Calluna vulgaris), Echter Wurmfarn (Dryopteris filix-mas), Gewöhnlicher Dornfarn (Dryopteris carthusiana), Wiesen-Wachtelweizen (Melampyrum pratense), Wald-Sauerklee (Oxalis acetosella), Hasenlattich (Prenanthes purpurea) Salbei-Gamander (Teucrium scorodonia), Heidelbeere (Vaccinium myrtillus) Wald-Ehrenpreis (Veronica officinalis), Gewöhnliches Gabelzahnmoos (Dicranum scoparium) und Schönes Frauenhaarmoos (Polytrichum formosum). Als Neophyt wurde die Douglasie (Pseudotsuga menziesii) nachgewiesen.
Für die noch vorhandenen Berg-Mähwiesen im Gebiet wurden ausgesprochen artenreiche Inventare mit Weichhaarigem Pippau (Crepis mollis), dem Wiesen-Storchschnabel (Geranium pratense), der Trollblume (Trollius europaeus) und dem Großen Wiesenknopf (Sanguisorba officinalis) aufgezeichnet. Wie bei den Goldhaferwiesen wurden in den Flächen mit einer Beweidung große Bestände von Wiesen-Kammgras (Cynosurus cristatus) gezählt, wobei das Wald-Rispengras (Poa chaixii) und die Schwarze Teufelskralle (Phyteuma nigrum) selten auftraten.
Im Lebensraumtyp Waldmeister-Buchenwald im Naturschutzgebiet Bisten ist die dominierende Rotbuche (Fagus sylvatica) und die Arten Gewöhnliche Esche (Fraxinus excelsior), Bergahorn (Acer pseudoplatanus), Trauben-Eiche (Quercus petraea), Weißtanne (Abies alba), Wald-Bingelkraut (Mercurialis perennis), Einbeere (Paris quadrifolia), Hasenlattich (Prenanthes purpurea), Ährige Teufelskralle (Phyteuma spicatum) und als Neophyt erneut die Douglasie (Pseudotsuga menziesii) aufgezeichnet.
Auf einer westlichen Teilfläche wurde der Lebensraumtyp Subalpine Buchenwälder mit dem dort dominierenden Bergahorn (Acer pseudoplatanus) und den zusätzlich vorhandenen Arten
Weiß-Tanne (Abies alba), Rotbuche (Fagus sylvatica), Gewöhnliche Fichte (Picea abies), Vogelbeere (Sorbus aucuparia), Schwarze Heckenkirsche (Lonicera nigra), Grauer Alpendost (Adenostyles alliariae), Gebirgs-Frauenfarn (Athyrium distentifolium), Wald-Frauenfarn (Athyrium filix-femina), Alpen-Milchlattich (Cicerbita alpina),  Waldmeister (Galium odoratum), Quirlblättrige Weißwurz (Polygonatum verticillatum), Hasenlattich (Prenanthes purpurea), Eisenhutblättriger Hahnenfuß (Ranunculus aconitifolius), Berg-Sauerampfer (Rumex alpestris) und der Wald-Sternmiere (Stellaria nemorum) ohne Beeinträchtigungen durch Neophyten festgestellt.